# Courties
 Courties  là một xã thuộc tỉnh Gers trong vùng Occitanie tây nam nước Pháp. Xã này có độ cao trung bình 260 mét trên mực nước biển.